# (408) Fama
(408) Fama ist ein Asteroid des äußeren Hauptgürtels, der am 13. Oktober 1895 vom deutschen Astronomen Max Wolf an seiner Privatsternwarte in Heidelberg bei einer Helligkeit von 12,6 mag entdeckt wurde.
Der Asteroid ist benannt nach Fama, im Griechischen Pheme. Sie ist die Göttin des Ruhms wie auch des Gerüchts. Sie war eine mächtige Göttin, die meist geflügelt und trompetenblasend dargestellt wurde. Die Benennung erfolgte 1901 auf Wunsch des Entdeckers durch den Berliner Astronomen Adolf Berberich (1861–1920).

## Wissenschaftliche Auswertung
Aus Ergebnissen der IRAS Minor Planet Survey (IMPS) wurden 1992 Angaben zu Durchmesser und Albedo für zahlreiche Asteroiden abgeleitet, darunter auch (408) Fama, für die damals Werte von 40,8 km bzw. 0,17 erhalten wurden. Eine Auswertung von Beobachtungen durch das Projekt NEOWISE im nahen Infrarot führte 2011 zu vorläufigen Werten für den Durchmesser und die Albedo im sichtbaren Bereich von 44,4 km bzw. 0,14. Nach neuen Messungen mit NEOWISE wurden die Werte 2014 auf 35,6 km bzw. 0,22 korrigiert.
Photometrische Messungen des Asteroiden fanden statt vom 9. August bis 11. September 2007 an der Goat Mountain Astronomical Research Station (GMARS) und am Santana Observatory in Kalifornien. Aus der während 21 Nächten aufgezeichneten Lichtkurve wurde eine Rotationsperiode von 202,10 h bestimmt. Es handelt sich damit um einen sehr langsamen Rotator. Es wurden zwar Anzeichen für eine Taumelbewegung gefunden, es konnte aber keine sekundäre Rotationsperiode gefunden werden.
Zwischen 2012 und 2018 wurden mit der All-Sky Automated Survey for Supernovae (ASAS-SN) auch photometrische Daten von 20.000 Asteroiden aufgezeichnet. Auf mehr als 5000 davon konnte erfolgreich die Methode der konvexen Inversion angewendet werden, darunter auch (408) Fama, für die in einer Untersuchung von 2021 erstmals ein dreidimensionales Gestaltmodell für zwei alternative Rotationsachsen mit prograder Rotation und einer Periode von 202,64 h berechnet wurde.
Aus archivierten Daten des Asteroid Terrestrial-impact Last Alert System (ATLAS) aus dem Zeitraum 2015 bis 2018 konnte in einer Untersuchung von 2022 mit der Methode der konvexen Inversion eine Rotationsperiode von 202,8 h bestimmt werden.